# Ахтала (курорт)
Ахтала (курорт) (груз. ახტალა) — грязевой курорт субтропической зоны в городе Гурджаани, Грузия, в 122 км к востоку от Тбилиси.
Расположен курорт Ахтала в Алазанской долине, на высоте 412 м над уровнем моря. Ахтала — один из основных районов виноградарства и садоводства в Грузии.
В районе курорта Ахтала — массивы лиственных лесов (главным образом дуб и ольха).
Лечебные свойства ахтальской грязи были известны местному населению с давних времён. О лечебных грязях Ахталы упоминают грузинский историк и географ Вахушти Багратиони (XVIII век), историк и археолог П. Иоселиани и врач А. Месхишвили (XIX век).
Основной природный лечебный фактор — сопочная лечебная грязь. Ахтальские грязевые сопки расположены в котловине площадью 4-5 га. Из 9 наиболее крупных сопок одновременно действуют 3-4. При извержении сопок вместе с грязью происходит выделение метана и хлоридной натриевой высокоминерализованной (15-17 г/л) воды, содержащей биологически активные элементы — бром, йод, барий и ряд других. Ахтальская грязь пепельно-серого цвета, имеет жидкую консинстенцию, удельный вес 1,1-1,2 и применяется для грязелечения (в виде ванн, аппликаций, тампонов), для этого её подогревают в зависимости от процедуры до 36-48 °С.
На курорте Ахтала осуществляется лечение больных с заболеваниями органов движения и опоры, периферической нервной системы и гинекологическими болезнями..
Субтропическому климату Восточной Грузии, где находится Ахтала, в отличие от климата Западной Грузии свойственны меньшая влажность и относительно небольшое количество осадков.
Зима мягкая, бесснежная; средняя температура января 1 °С. Лето очень тёплое, умеренно влажное; средняя температура августа 24 °С.
Осадков выпадает 750 мм в год. Средняя годовая относительная влажность около 70 %. Преобладают слабые и умеренные горно-долинные ветры.
Интересны экскурсии по живописным окрестностях Ахталы; возле Гурджаани сохранился монастырь Квелацминда (VIII—IX века).